# 16-я гвардейская истребительная авиационная дивизия
16-я гвардейская истребительная авиационная Свирская Краснознамённая дивизия (16-я гв. иад) — воинское соединение Вооружённых сил СССР, принимавшее участие в Великой Отечественной войне.

## История наименований
- ВВС 14-й армии;
- 258-я истребительная авиационная дивизия;
- 258-я смешанная авиационная дивизия;
- 258-я Свирская смешанная авиационная дивизия;
- 1-я гвардейская Свирская смешанная авиационная дивизия;
- 1-я гвардейская Свирская Краснознамённая смешанная авиационная дивизия;
- 16-я гвардейская Свирская Краснознамённая истребительная авиационная дивизия;
- Полевая почта 35419;
- Полевая почта 59504 (после октября 1953 года).

## История
Дивизия формировалась 11 ноября 1944 года путём преобразования 1-й гвардейской смешанной авиационной дивизии.
В составе действующей армии с 11 ноября 1944 по 13 января 1945 года.
Об участии дивизии в боевых действиях неизвестно. Поскольку боёв в Заполярье в период с ноября 1944 по январь 1945 года не велось, можно предположить, что части дивизии занимались патрулированием воздушного пространства над советским Заполярьем и Норвегией.
После войны в составе 16-й воздушной Краснознамённой армии (ГСОВГ, ГСВГ, ЗГВ).

## В действующей армии
В составе действующей армии:
- c 11 ноября 1944 года по 13 января 1945 года.

## Состав
- 19-й гвардейский истребительный авиационный полк
- 20-й гвардейский истребительный авиационный полк
- 152-й истребительный авиационный полк
- 773-й истребительный авиационный полк
- 787-й истребительный авиационный полк (10.07.1960 - 01.05.1993)

## Подчинение
| Дата            | Фронт (округ)                     | Армия                | Корпус | Примечания |
| --------------- | --------------------------------- | -------------------- | ------ | ---------- |
| 01.12.1944 года | -                                 | 14-я отдельная армия | -      | -          |
| 01.01.1945 года | -                                 | 14-я отдельная армия | -      | -          |
| 01.02.1945 года | Беломорский военный округ         | -                    | -      | -          |
| 01.03.1945 года | Беломорский военный округ         | -                    | -      | -          |
| 01.04.1945 года | Беломорский военный округ         | -                    | -      | -          |
| 01.05.1945 года | Беломорский военный округ         | -                    | -      | -          |
| 01.09.1953 года | Группа советских войск в Германии | 24-я воздушная армия | -      | -          |
| 04.04.1968 года | Группа советских войск в Германии | 16-я воздушная армия | -      | -          |
| 05.01.1980 года | Группа советских войск в Германии | ВВС ГСВГ             | -      | -          |
| 01.04.1988 года | Группа советских войск в Германии | 16-я воздушная армия | -      | -          |
| 30.10.1993 года | Группа советских войск в Германии | 16-я воздушная армия | -      | -          |
| 01.11.1993 года | Северо-Кавказский военный округ   | 4-я воздушная армия  | -      | -          |
| 11.04.1994 года | Московский военный округ          | 16-я воздушная армия | -      | -          |

## Участие в операциях и битвах
- Свирско-Петрозаводская операция с 21 июня 1944 года по 9 августа 1944 года
- Петсамо-Киркенесская операция с 7 октября 1944 года по 29 октября 1944 года

## Командиры дивизии
| Звание                | Имя                          | Период                  | Примечание |
| --------------------- | ---------------------------- | ----------------------- | ---------- |
| полковник             | Пушкарёв, Фёдор Степанович   | 24.08.1943 — 20.01.1945 |            |
| полковник             | Грисенко, Александр Иванович | 21.01.1945 — 05.1945    |            |
| генерал-майор авиации | Китаев, Владимир Алексеевич  | 02.1946 — 03.1947       |            |

## Награды и наименования
| Награда                | Дата | За что получена    |
| ---------------------- | ---- | ------------------ |
| Свирская               |      | по преемственности |
| Орден Красного Знамени |      | по преемственности |

## Базирование
| Период               | Аэродромы                     |
| -------------------- | ----------------------------- |
| 05.1945 — 10.1953    | Бесовец Карелия               |
| 10.1953 — 30.10.1993 | Дамгартен, Германия           |
| с 30.10.1993         | Миллерово, Ростовская область |